# Cantón de Beaulieu-sur-Dordogne
El cantón de Beaulieu-sur-Dordogne era una división administrativa francesa, que estaba situada en el departamento de Corrèze y la región de Limusín.

## Composición
El cantón estaba formado por trece comunas:
- Astaillac
- Beaulieu-sur-Dordogne
- Bilhac
- Brivezac
- Chenailler-Mascheix
- La Chapelle-aux-Saints
- Liourdres
- Nonards
- Puy-d'Arnac
- Queyssac-les-Vignes
- Sioniac
- Tudeils
- Végennes

## Supresión del cantón de Beaulieu-sur-Dordogne
En aplicación del Decreto nº 2014-228 de 24 de febrero de 2014, el cantón de Beaulieu-sur-Dordogne fue suprimido el 22 de marzo de 2015 y sus 13 comunas pasaron a formar parte del nuevo cantón de Mediodía Correziano.